# Jyoti Guptara

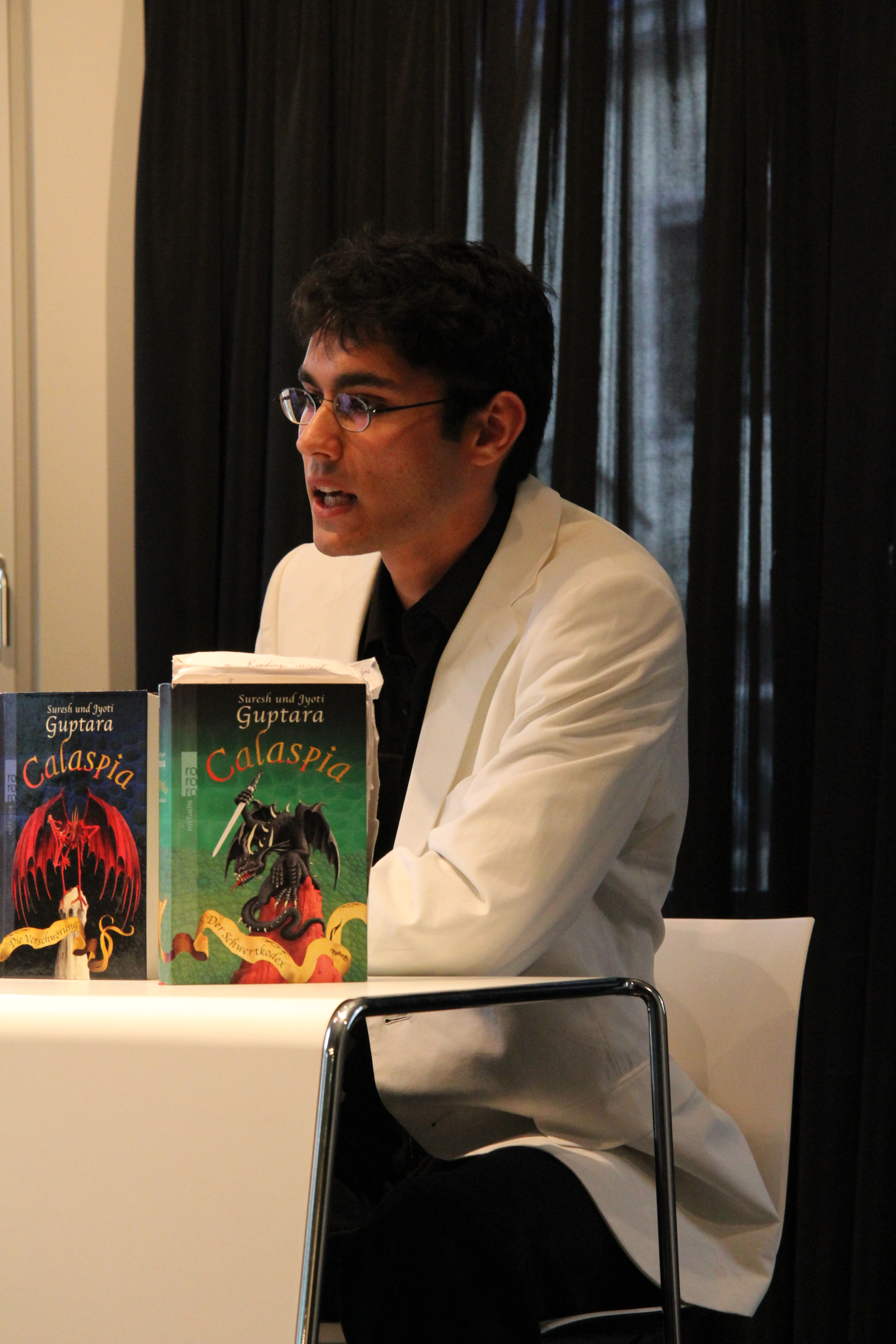
Jyoti Guptara bei einer Buchvernissage 2010

Jyoti Guptara (* 22. November 1988) ist ein englischer Schriftsteller.

## Leben
Jyoti Guptara wurde mit seinem Zwillingsbruder Suresh Guptara in England geboren. Sein Vater stammt aus Indien, seine Mutter aus England. Er wohnt in der Schweiz.
Seit 2021 gehört er dem Vorstand des Verbands der Schweizer Kinder- und Jugendbuchschaffenden Autillus an und ist aktuell amtierender Präsident. Er unterrichtet Creative Writing im Rahmen des Jungen Literaturlabors Zürich.

## Werke
- Conspiracy of Calaspia (Die Verschwörung), Rowohlt, 2007, 586 Seiten ISBN 978-81-8386-026-0[2]
- Warrior Code  (Schwertkodex), Rowohlt, 2009, 864 Seiten
- Peacemaker’s Pyre (Erbe des Apheristen), Rowohlt, 2010, 784 Seiten
- Business Storytelling from Hype to Hack: Unlock the Software of the Mind, Pippa Rann Books & Media, 2020, 158 Seiten
- The Joya Way, Business Biografie, 2022
- Fortune's Favor, Thriller, mit Davis Bunn unter dem Pseudonym Thomas Locke, 2022
- Roulette, Thriller, mit Thomas Locke, 2023